# Chambre d'ionisation

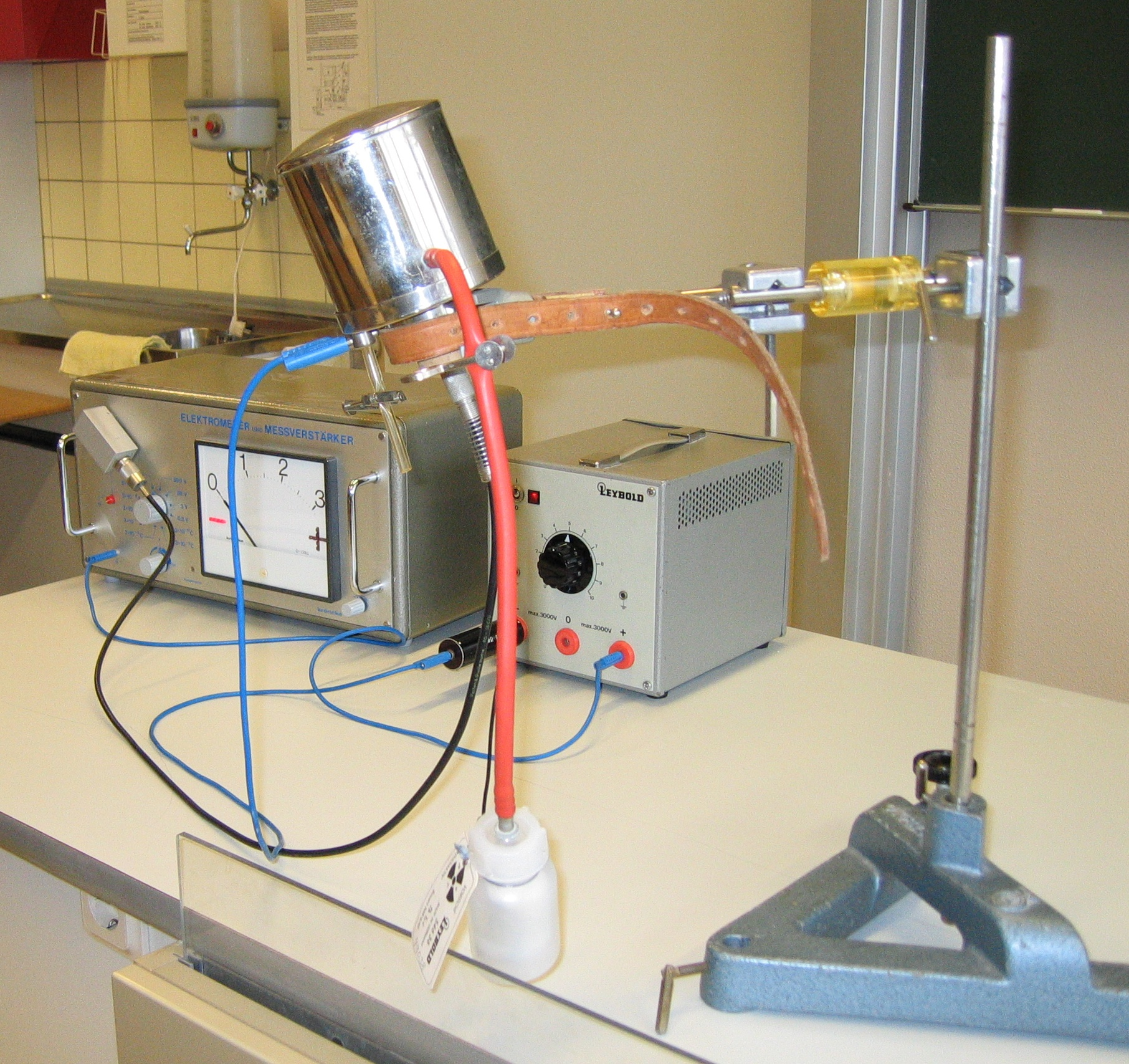
Dispositif expérimental avec une chambre d'ionisation.

Une chambre d'ionisation est un détecteur de particules qui repère le passage d’une particule en mesurant la charge totale des électrons et des ions produits lors de l’ionisation du milieu gazeux par la particule. Elles se sont développées après l'établissement de la théorie de Bragg–Gray en 1935.

## Description
Pour récupérer les électrons et les ions avant qu’ils ne se recombinent en atomes, la présence d’un champ électrique est requise pour les séparer et les faire dériver vers des électrodes. Les charges (électrons et ions) en dérivant induisent des courants sur les électrodes. Ces courants sont détectés par un amplificateur qui produit un signal électrique.
Le nombre moyen de paires d’électron-ion produit dans un passage d’une particule chargée est donné par la formule de Bethe-Bloch. Les charges détectées par l’amplificateur dépendent de plusieurs facteurs, avant tout de la haute tension du champ électrique. Une fois que la tension est assez grande pour empêcher les recombinaisons, les charges d’ionisation dérivent presque intégralement vers les électrodes. On obtient un signal qui reflète la charge totale d’ionisation.
Les détecteurs opérant dans cette région, par exemple les chambres à air liquide ont une excellente résolution en énergie et une très bonne linéarité. Mais les signaux sont assez faibles puisqu’il n’y a pas d’amplification des charges dans le détecteur.

## Description détaillée

Schéma du fonctionnement d'une chambre d'ionisation : une particule arrache sur sa trajectoire (en pointillé) des charges électriques, qui sont attirées par les électrodes.

Ce type de détecteur mesure la charge déposée par une particule chargée traversant un milieu ionisable, qui peut être un gaz, un liquide, voire un solide, chacun ayant ses avantages et ses applications.
Une particule chargée suffisamment énergétique est capable d'arracher les électrons des atomes du milieu traversé, c'est le processus d'ionisation. Le nombre moyen de paires d’électrons et d'ions primaires ainsi créées par le passage d’une particule chargée est donné par la formule de Bethe-Bloch: N = -d.dE/dx / W où d est l’épaisseur du détecteur, et W l’énergie moyenne nécessaire pour créer une paire. Dans les gaz W est de l'ordre de 30 eV.
Dans un détecteur à ionisation, le milieu est plongé dans un champ électrique généré par une paire d'électrodes, généralement de géométrie cylindrique ou plane. Les électrons nouvellement créés se déplacent vers l'anode et les ions, vers la cathode. Selon le type d'effet voulu, l'anode peut prendre la forme d'un ou plusieurs fil très fin près duquel le champ électrique devient très intense et où les électrons sont accélérés jusqu'à être capables d'ioniser d'autres atomes, créant des électrons secondaires, capables à leur tour d'ioniser des atomes, ceci plusieurs fois de suite. C'est le phénomène d'avalanche.
Les électrons, environ mille fois plus rapides que les ions, sont rapidement capturés par l'anode, mais le courant des ions dérivant vers la cathode induit un signal électrique relativement important sur les électrodes, directement mesuré par un préamplificateur qui produit le signal électronique.
Le signal détecté par l’amplificateur dépend de plusieurs facteurs, et avant tout du champ électrique appliqué entre les électrodes et, dans le cas d'un détecteur à gaz, de la pression.
Les régions opérationnelles des détecteurs à ionisation sont les suivantes :

### La région de recombinaison
Lorsque le champ électrique entre les électrodes est faible, les électrons et les ions peuvent se recombiner en atomes aussitôt après leur création. Seule une petite fraction des charges d’ionisation est détectée par l’amplificateur.

### La région d’ionisation et les chambres à ionisation
Une fois que le champ électrique est assez fort pour limiter les recombinaisons, les charges d’ionisation dérivent presque intégralement vers les électrodes. On obtient un signal qui reflète la charge totale d’ionisation. Les détecteurs opérant dans cette région, par exemple les chambres à argon (Ar) liquide et les détecteurs à semi-conducteurs (Si, Ge), ont une excellente résolution en énergie et le signal mesuré est déjà assez proportionnel à la charge déposée (bonne linéarité). Les signaux sont assez faibles parce qu’il n’y a pas d’amplification des charges dans le détecteur, et des amplificateurs spéciaux à bas bruit sont nécessaires.

### La région proportionnelle
Si le champ électrique est suffisamment fort (E ~ 104 V/cm), les électrons sont accélérés par le champ électrique et gagnent assez d’énergie pour produire des ionisations secondaires. Puisque la probabilité d’une ionisation secondaire par unité de longueur (a) est constante pour un champ électrique donné, le nombre total d’ionisations est proportionnel au nombre d’ionisations initiales: N = N0 eαd. Le facteur multiplication est donné par M = eαd = 104 à 108. Les détecteurs opérant dans la région proportionnelle sont généralement des détecteurs à gaz, parce que les gaz permettent d'obtenir un grand facteur de multiplication lors de l'avalanche. L’avantage des chambres proportionnelles est qu’elles n’exigent pas d’électronique à bas bruit. Elles peuvent être utilisées pour les mesures d’énergie, mais la précision est moins bonne à cause de la fluctuation du processus d’amplification et le facteur de multiplication dépend de plusieurs facteurs d’environnement (tension, température, etc.). L’application la plus importante des chambres proportionnelles est la mesure de position, comme les chambres proportionnelles multi-fils (Multi-Wire Proportional Chambers, ou MWPC) et les chambres à dérive. Les chambres à dérive sont idéales comme traceur devant un calorimètre parce que les particules perdent peu d’énergie dans les gaz. Les avantages des chambres à gaz incluent un nombre relativement faible de fils d'anode, et une bonne résolution spatiale, de l'ordre de 50 µm, et une construction facile permettant des détecteurs de grande surface.

### La région Geiger
Lorsque le champ électrique est suffisamment fort, les électrons primaires sont capables d'ioniser d’autres atomes très rapidement et une avalanche très intense se produit. De plus, un grand nombre de photons sont créés dans le processus par désexcitation des atomes. Ces photons provoquent eux aussi des avalanches d’ionisation par effet photo-électrique, au long du fil d’anode où le champ électrique est le plus fort. Ces avalanches sont suffisamment intenses pour générer une décharge électrique dans le gaz, si puissante qu'elle est audible. C’est le principe du compteur Geiger. La décharge ne s’interrompt que lorsque la charge d’espace formée par la gaine d’ions positifs autour de l’anode écrante suffisamment le champ électrique autour de celle-ci pour que le processus de multiplication ne puisse plus continuer. Pendant ce temps le détecteur n’est plus sensible aux ionisations primaire, ce jusqu’à ce que les ions aient migré suffisamment loin de l’anode. C’est l’origine du temps mort dans le compteur Geiger.
Dans une décharge, le courant d’anode est saturé. L’amplitude du signal est donc indépendante des charges primaires. Les compteurs Geiger ne peuvent pas mesurer l’énergie des particules, mais on les utilise pour compter le nombre de particules le traversant, même aux faibles énergies. Ceci est utile pour les mesures de radioactivité. Le taux maximal mesurable est limité par le temps mort.

### La région de décharge
Augmenter le champ au-delà de la région Geiger entraîne une décharge continue. Un détecteur n’est plus utile s’il se trouve dans cette région.